# Primal Fear (album)
Primal Fear debitantski je studijski album istoimenog njemačkog power metal sastava. Album je objavljen 2. veljače 1998. godine, a objavila ga je diskografska kuća Nuclear Blast.

## Popis pjesama
| 1.    | »Primal Fear« (instrumental)      | 0:34 |
| 2.    | »Chainbreaker«                    | 4:25 |
| 3.    | »Silver & Gold«                   | 3:11 |
| 4.    | »Promised Land«                   | 4:23 |
| 5.    | »Formula One«                     | 4:56 |
| 6.    | »Dollars«                         | 3:57 |
| 7.    | »Nine Lives«                      | 3:06 |
| 8.    | »Tears of Rage«                   | 6:47 |
| 9.    | »Speedking« (obrada Deep Purplea) | 3:59 |
| 10.   | »Battalions of Hate«              | 3:49 |
| 11.   | »Running in the Dust«             | 4:37 |
| 12.   | »Thunderdome«                     | 3:45 |
| 47:29 |                                   |      |

## Zasluge
Primal Fear
- Ralf Scheepers – vokali, producent
- Tom Naumann – gitara, klavijature, producent
- Mat Sinner – bas-gitara, klavijature, prateći vokali, producent
- Klaus Sperling	– bubnjevi

Gostujući glazbenici
- Kai Hansen – glavna gitara (na pjesmama 5, 6, 9)
- Frank Rössler – klavijature

Ostalo osoblje
- Stephan Lohrmann – omot albuma
- Achim "Akeem" Köhler – inženjer zvuka
- Rainer Ill – fotografija
- H. P. Pietschmann – ilustracije